# 高鹤县
高鹤县，中国旧县名。
1959年析高明、鹤山两县部分地区置，治所在今广东省鹤山市沙坪镇。1981年撤销，复设高明、鹤山两县。 